# Arendal
Arendal é uma comuna da Noruega, com 272 km² de área e 40 701 habitantes (censo de 2008). Pertence ao condado de Aust-Agder, sendo o seu centro administrativo. Arendal pertence à tradicional região de Sørlandet. O município é limitado a sudoeste por Grimstad, a noroeste por Froland, e a nordeste por Tvedestrand.

## Cidades-irmãs
Arendal possui seis cidades-irmãs:
- Árborg, Islândia
- Kalmar, Suécia
- Mwanza, Tanzânia
- Rezekne, Letônia
- Savonlinna, Finlândia
- Silkeborg, Dinamarca